# Dark Lies the Island
Dark Lies the Island è un film del 2019 diretto da Ian Fitzgibbon.
Il film è un adattamento della raccolta di racconti Il fiordo di Killary (Dark Lies the Island) di Kevin Barry, che è anche autore della sceneggiatura, ed è stato presentato al Dublin International Film Festival il 27 febbraio 2019. È stato distribuito nelle sale il 18 ottobre 2019.